# Peckhamia semicana
Espèce
Synonymes
- Consingis semicana Simon, 1900

Peckhamia semicana est une espèce d'araignées aranéomorphes de la famille des Salticidae.

## Distribution
Cette espèce se rencontre au Brésil dans l'État de Rio de Janeiro et en Argentine dans la province de Misiones,.

## Description
Le mâle holotype mesure 3 mm.
La femelle décrite par Galiano en 1974 mesure 3,099 mm.

## Systématique et taxinomie
Cette espèce a été décrite sous le protonyme Consingis semicana par Simon en 1900. Elle est placée dans le genre Peckhamia par en .

## Publication originale
- Simon, 1900 : « Descriptions d'arachnides nouveaux de la famille des Attidae. » Annales de la Société Entomologique de Belgique, vol. 44, p. 381-407 (texte intégral).